# جيف باتشيلور
جيف باتشيلور (بالإنجليزية: Jeff Batchelor)‏ (و. 1988  م) هو متزلج على الثلوج كندي، ولد في أوكفيل، أونتاريو، شارك في الألعاب الأولمبية الشتوية 2010.
.

## التعليم
تعلم في جامعة كوينز.

## روابط خارجية
- جيف باتشيلور على موقع الاتحاد الدولي للتزلج (ركوب لوح الثلج) (الإنجليزية)
- جيف باتشيلور على موقع أوليمبيديا (الإنجليزية)